# Carl Rosa

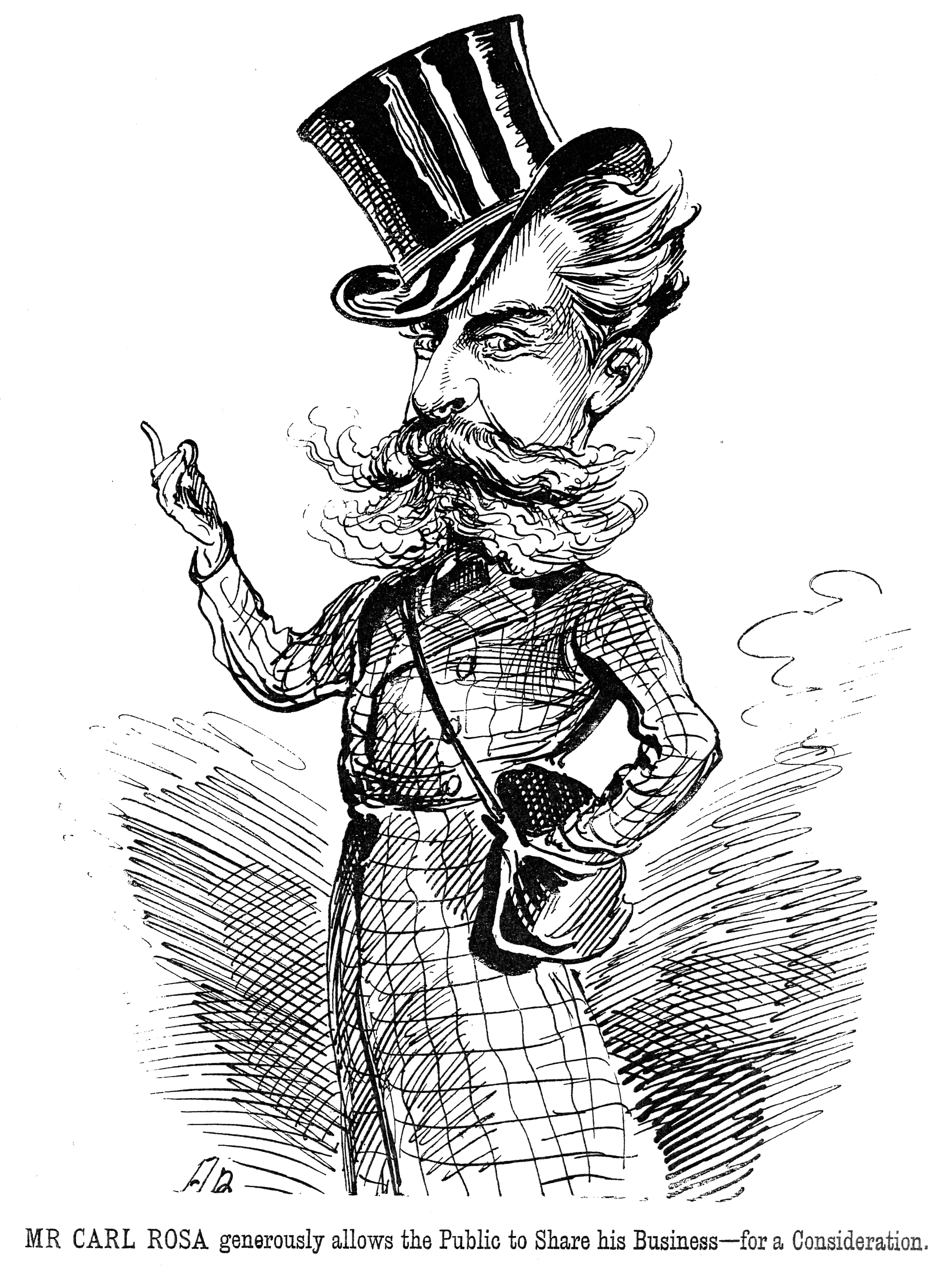
Carl Rosa, karikatyr.

Carl Rosa, egentligen Karl August Nikolaus Rose, född 22 mars 1842 i Hamburg, död 30 april 1889 i Paris, var en tysk-engelsk operaledare. 
Rosa studerade vid musikkonservatorierna i Leipzig och Paris, uppträdde som violinist i London och USA, där han 1867 gifte sig med sångerskan Euphrosyne Parepa och kringförde ett operasällskap med henne som primadonna. Efter hennes död ledde han från 1875 i England den ansedda truppen Carl Rosa Opera Company.